# Qiddiya
Qiddiya (Arabe : القِدِّية, romanisé : al-qiddiyya / al-giddiyya, prononcé [ə- alɡɪdːijːa]) est un mégaprojet de divertissement et de tourisme prévu à Riyad, en Arabie saoudite. La construction a commencé début 2019. Il prévoyait d'ouvrir en 2023. Il fait partie du programme Vision 2030, qui vise à diversifier l'économie saoudienne.

## Histoire
Le projet fait partie d'un objectif visant à augmenter les dépenses locales et à diversifier l'économie saoudienne dans le cadre de la Vision 2030. Le projet est soutenu par le Fonds public d'investissement. Selon les organisateurs, le nombre total de visiteurs annuels atteindra 17 millions d'ici 2030 et constituera la « plus grande destination touristique au monde »,,.
La première phase du projet devait être achevée d'ici 2023. À l'issue de cette phase, 45 projets individuels doivent être achevés. Il existe un accord de partenariat entre Qiddiya et l'université de Floride centrale pour former de jeunes Saoudiens à l'hôtellerie, au tourisme et à la gestion sportive.

## Activités proposées

### Circuit de Qiddiya
Un circuit de course automobile de niveau 1 de la Fédération Internationale de l'Automobile (FIA) devrait accueillir une course de Formule 1 ou de MotoGP, il est actuellement prévu pour 2027.
Les retards dans la construction du circuit de course ont causé de nombreux problèmes. Le premier Grand Prix d'Arabie saoudite devait avoir lieu sur le parcours en décembre 2021, mais comme la construction n'était pas terminée, l'événement a eu lieu sur le circuit de la corniche de Djeddah. En raison de l'annonce du Formula One Groupe en novembre 2020 selon laquelle un grand prix aurait lieu sur le circuit en 2023, le gouvernement saoudien aurait payé des dizaines de millions de dollars pour maintenir les droits d'hébergement après que l'achèvement du projet ait été retardé jusqu'en 2027. Cette annonce a suscité des critiques contre l'Arabie saoudite de la part des organisations de défense des droits de l'homme.

### Six Flags Qiddiya
Six Flags Qiddiya, actuellement en construction, devrait devenir le plus grand parc à thème du Moyen-Orient avec une superficie de 79 acres (0,32 km2) et devrait avoir des attractions, notamment Falcon's Flight, le plus rapide, le plus haut et le plus long du monde. montagnes russes qui traverseront en partie le circuit de Qiddiya,, et la tour de chute sera la plus haute du monde quand elle ouvrira.

### Parc à thème Dragon Ball
En mars 2024, Qiddiya, en collaboration avec Toei Animation, a annoncé la construction du « seul parc à thème Dragon Ball au monde ». Il est prévu d'inclure plus de 30 attractions, dont une statue de « Shenron de 70 mètres de haut » qui contient des montagnes russes. Lors de l'annonce du parc, il a été chaleureusement accueilli par les fans internationaux de Dragon Ball.

## Voir Aussi
- Vision 2030
- Neom

## Liens Externes
- https://qiddiya.com/